# 시비드니크군

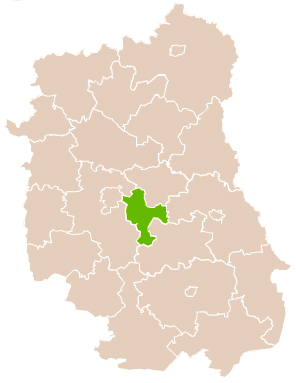
루블린주 지도에 표시된 시비드니크군의 위치

시비드니크군(폴란드어: powiat świdnicki)은 폴란드 루블린주에 위치한 군으로 군청 소재지는 시비드니크이며 면적은 468.97km2, 인구는 71,897명(2019년 기준), 인구 밀도는 150명/km2이다.
북동쪽으로는 웽치나군, 동쪽으로는 헤움군, 남동쪽으로는 크라스니스타프군, 서쪽으로는 루블린군, 루블린시와 접한다. 5개 지방 자치체(1개 도시, 1개 도시형 농촌, 3개 농촌)를 관할한다.

군기
군 문장